# Jacob Antonius Vulpius
Jacob Antonius Vulpius (* 1629 in Ftan; † 8. Juli 1706 ebenda) war ein Schweizer reformierter Geistlicher und Bibelübersetzer.

## Leben
Jacob Antonius Vulpius wurde in Ftan in Graubünden im Jahr 1629 als Sohn des Pfarrers Nicolaus Anthonius Vulpius (1582–1656) geboren. Nach dem Besuch der  Lateinschule in Chur besuchte er nach 1644 die Universität Zürich. Fünf Jahre darauf studierte er an der Akademie in Genf weiter. In die evangelisch-rätische Synode nahm man ihn am 31. Mai 1651 auf, womit er im Freistaat der Drei Bünde als Pfarrer tätig sein durfte. So übernahm er 1654 die Gemeinde in seinem Heimatdorf Ftan. Später betätigte er sich dort auch als Notar. Seine Pfarrstelle hielt er 52 Jahre bis zu seinem Tode am 8. Juli 1706 inne.

## Wirken als Bibelübersetzer
Vulpius übersetzte mit seinem Vater zuerst die Psalmen, die in ladinisch Biblia pitschna, die kleine Bibel, genannt wurden; und beim Drucker Jachen Andri Dorta in Scuol 1666 erschienen sind. Den 150 biblischen Psalmen in Prosa werden in einem Anhang 30 zum Singen gereimte Psalmen und 25 geistliche Lieder angefügt, die Jachen Töna Vulpius, ein Onkel, im Metrum bekannter Lieder eingerichtet hatte. Es sind noch keine Noten enthalten, sondern nur Hinweise auf die zu wählenden Melodien des Lobwasser-Psalters oder auf die altgewohnte deutsche Weise. Noch heute stehen einzelne dieser Lieder im reformierten romanischen Kirchengesangbuch Il Coral.
Er übersetzte dann die ganze Bibel in die Unterengadinische Sprache, die 1679 wiederum bei Dorta in Scuol gedruckt wurde und als monumentale Bibla da Scuol mit 1520 Seiten bekannt wurde.

## Werke
- Biblia pitschna. Dorta, Scuol 1666
- La sacra Bibla. Quai ais tuot la Sancta Scrittüra, in la quala sun comprais tuots cudeschs dal Velg é Nouf Testamaint cun l'aggiunta dall'apocrifa. Dorta, Scuol 1679
- Historia raetica. Tranala. et scritta in lingua vulgara ladina. Huoassa promovüda alla stampa 'n il text original tras Conradin de Moor 1705, Coira 1866